# 玳瑁石斑鱼
玳瑁石斑鱼（学名：Epinephelus quoyanus）为輻鰭魚綱鱸形目鱸亞目鮨科石斑鱼属的鱼类。

## 分布
本魚分布于西太平洋區，包括日本、中國大陆和臺灣、印尼等海域。该物种的模式产地在新几内亚。

## 特徵
本魚體側扁，口大，魚體為棕黃色，全身散佈大型六角形暗斑，尾鰭圓形，與網紋石斑魚相似。背鰭硬棘11枚；背鰭軟條16至18枚；臀鰭硬棘3枚；臀鰭軟條8枚，體長最大發現可達52公分。

## 生態
本魚棲息在內灣、礁石斜坡或礁沙混合區。性情兇猛，機警，有領域性。屬肉食性，以小魚及小型底棲無脊椎動物為食。具順序性雌雄同體，為先雌後雄。

## 經濟利用
為高經濟價值的食用魚，但有雪卡魚中毒的紀錄。

## 扩展阅读
維基物種上的相關：玳瑁石斑鱼